# Fuscozetes setosus
Fuscozetes setosus är en kvalsterart som först beskrevs av Koch 1839.  Fuscozetes setosus ingår i släktet Fuscozetes och familjen Ceratozetidae. Inga underarter finns listade i Catalogue of Life.